# Cephalocrotonopsis socotranus
Cephalocrotonopsis socotranus là một loài thực vật có hoa trong họ Đại kích. Loài này được (Balf.f.) Pax mô tả khoa học đầu tiên năm 1910.